# Walking on Thin Ice
Walking on Thin Ice je píseň Yoko Ono, vydaná v roce 1981. Ono spolu se svým manželem, britským hudebníkem Johnem Lennonem, dokončili nahrávání této písně 8. prosince 1980. V ten samý den byl Lennon po svém návratu z nahrávacího studia zastřelen Markem Chapmanem. Tato nahrávka posléze dosáhla komerčního úspěchu a byla i velmi dobře hodnocena profesionální kritikou.

## Seznam skladeb

### 1981
Promo 7" singl
- A. „Walking On Thin Ice“ (EDIT) – 3:23
- B. „Walking On Thin Ice“ (dlouhá verze) – 5:58

7" / 12" singl
- A. „Walking On Thin Ice“ – 5:59
- B. „It Happened“ – 5:08

Promo 12" / Cassingle
- A. „Walking On Thin Ice“ – 5:59
- B1. „It Happened“ – 5:08
- B2. „Hard Times Are Over“ – 3:26